# 长翼吻沙蚕
长翼吻沙蚕（学名：Glycera longipinnis）为吻沙蚕科吻沙蚕属的动物。分布于菲律宾群岛、孟加拉湾、波斯湾以及中国大陆的南海北部湾等地。